# Bejt ha-Levi
Bejt ha-Levi (hebrejsky בֵּית הַלֵּוִי, doslova „Leviho dům“, v oficiálním přepisu do angličtiny Bet HaLewi, přepisováno též Beit HaLevi) je vesnice typu mošav v Izraeli, v Centrálním distriktu, v Oblastní radě Emek Chefer.

## Geografie
Leží v nadmořské výšce 22 metrů v hustě osídlené a zemědělsky intenzivně využívané pobřežní nížině respektive Šaronské planině. Severně od vesnice protéká Nachal Alexander.
Obec se nachází 7 kilometrů od břehu Středozemního moře, cca 33 kilometrů severovýchodně od centra Tel Avivu, cca 51 kilometrů jižně od centra Haify a 10 kilometrů jižně od města Chadera. Bejt ha-Levi obývají Židé, přičemž osídlení v tomto regionu je etnicky převážně židovské.
Bejt ha-Levi je na dopravní síť napojen pomocí lokální silnice číslo 5711, jež západně od vesnice ústí do dálnice číslo 4.

## Dějiny
Bejt ha-Levi byl založen v roce 1945. Nazvána je podle středověkého židovského básníka Jehudy ha-Leviho. Zakladateli vesnice byla skupina židovských přistěhovalců z Balkánu.
Před rokem 1949 měl mošav (nazývaný v dobové databázi Bejt Jehuda ha-Levi) rozlohu katastrálního území 1 500 dunamů (1,47 kilometru čtverečního). Správní území vesnice nyní dosahuje cca 2000 dunamů (2 kilometry čtvereční). Místní ekonomika je založena na zemědělství.

## Demografie
Podle údajů z roku 2014 tvořili naprostou většinu obyvatel v Bejt ha-Levi Židé (včetně statistické kategorie "ostatní", která zahrnuje nearabské obyvatele židovského původu ale bez formální příslušnosti k židovskému náboženství).
Jde o menší sídlo vesnického typu s dlouhodobě rostoucí populací. K 31. prosinci 2014 zde žilo 788 lidí. Během roku 2014 populace stoupla o 4,1 %.
| Rok            | 1948 | 1961 | 1972 | 1983 | 1995 | 2001 | 2003 | 2004 | 2005 | 2006 | 2007 | 2008 | 2009 | 2010 | 2011 | 2012 | 2013 | 2014 |
| -------------- | ---- | ---- | ---- | ---- | ---- | ---- | ---- | ---- | ---- | ---- | ---- | ---- | ---- | ---- | ---- | ---- | ---- | ---- |
| Počet obyvatel | 151  | 244  | 231  | 260  | 389  | 498  | 525  | 551  | 548  | 571  | 587  | 595  | 709  | 751  | 741  | 739  | 757  | 788  |